# Juncus compressus
Juncus compressus é uma espécie de planta com flor pertencente à família Juncaceae. 
A autoridade científica da espécie é Jacq., tendo sido publicada em Enumeratio Stirpium Pleraumque, quae sponte crescung in agro Vindobonensi 60, 235. 1762.

## Portugal
Trata-se de uma espécie presente no território português, nomeadamente em Portugal Continental.
Em termos de naturalidade é nativa da região atrás indicada.

## Protecção
Não se encontra protegida por legislação portuguesa ou da Comunidade Europeia.